# کبوتر خال‌ریز
کبوتر خال‌ریز (نام علمی: Columba guinea) نام یک گونه از سرده کبوتر است.